# Rasy pszczół
Niewiele znanych dzisiaj ras pszczół (Apis) to rasy naturalne. Dzisiejsze pszczoły to najczęściej rasy powstałe w wyniku hodowli pszczół, krzyżówki ras i linii ze wszystkich stron świata.
- pszczoła miodna (Apis mellifera)
  - A. mellifera zamieszkujące Europę
    - A. m. mellifera L., 1758 (zachodnio-/środkowoeuropejska)
      - A. m. m. mellifera (brązowa /pomorska)
      - A. m. m. lehzeni (wrzosowa /norweska)
      - A. m. m. nigra (czarna /niemiecka)
      - A. m. m. silvarum (leśna /polska /litewska)

Pszczoła ta jest rdzennym gatunkiem, zamieszkującym północne części Europy Zachodniej i Środkowej. Jednak od czasu sprowadzenia krainki (Apis m. carnica) przez hodowców pszczół w pierwszej połowie XX wieku i jej szybkiego rozpowszechnienia się, populacja rodzimej pszczoły środkowoeuropejskiej drastycznie zmalała.
Od lat osiemdziesiątych XX wieku w niektórych krajach Europy Zachodniej powstały inicjatywy na rzecz zachowania podgatunku Apis m. mellifera.
W Polsce 4 linie tej pszczoły zostały objęte ochroną: augustowska, kampinoska, północna i asta.
- -     - A. m. ligustica Spinola, 1806 (włoska /włoszka)
    - A. m. cecropia Kiesenwetter, 1860 (grecka)
    - A. m. carnica Pollmann, 1879 (kraińska /krainka)
    - A. m. cypria Pollmann, 1879 (cypryjska)
    - A. m. sicula /siciliana Montagno, 1911 (sycyliska)
    - A. m. adami Ruttner, 1977 (kreteńska /Brata Adama)
    - A. m. macedonica Ruttner, 1988 (macedońska)
    - A. m. iberiensis/iberica Engel, 1999 (iberyjska)
    - A. m. intermissa
    - A. m. taurica
    - A. m. artemisia
    - A. m. sossimai
    - A. m. buckfast-hybrid

  - A. mellifera zamieszkujące Azję
    - A. m. meda Skorikov, 1829 (perska)
    - A. m. remipes Gerstäcker, 1862 (kaspijska)
    - A. m. caucasica Gorbachev, 1916 (kaukaska)
    - A. m. anatoliaca Maa, 1953 (anatolska)
      - A. m. syriaca Skorikov, 1829 (syryjska /palestyńska)
      - A. m. armeniaca (ormiańska /armeńska)

    - A. m. ruttneri Sheppard, Arias, Grech & Meixner, 1997
    - A. m. pomonella Sheppard & Meixner, 2003
    - A. m. laboriosa

  - A. mellifera zamieszkujące Afrykę 
    - A. m. adansoni /adansonii Latreille, 1804 nigeryjska, afrykańska[1]
    - A. m. unicolor Latreille, 1804 (madagaskarska)
    - A. m. capensis Eschscholtz, 1822 (południowoafrykańska)
    - A. m. scutellata Lepeletier, 1836 (afrykańska /środkowoafrykańska)
    - A. m. lamarckii Cockerell, 1906 (egipska)
    - A. m. intermissa Buttel-Reepen, 1906 /Maa, 1953  (telska/algierska/marokańska)
    - A. m. sahariensis Baldensperger, 1932 (saharyjska)
    - A. m. major Ruttner, 1978 (marokańska)
    - A. m. monticola Smith, 1961 (górska)
    - A. m. litorea Smith, 1961 (wschodnioafrykańska)
    - A. m. yemenitica /jementica Ruttner, 1976 (jemeńska)
    - A. m. nubica (nubijska)
    - A. m. sahariensis
- Apis (Micrapis) florea (pszczoła karłowata /wschodnioazjatycka)
- Apis (Micrapis) andreniformis, Smith 1858 (pszczoła andrenidormis karłowata) – gatunek zamieszkujący Azję południowo-wschodnią
- Apis (Megapis) dorsata (pszczoła olbrzymia /himalajska)
  - A. d. dorsata
  - A. d. binghami
  - A. d. breviligula
  - A. d. laboriosa
- Apis cerana (pszczoła wschodnia /indyjska)
  - A. c. cerana – Afganistan, Pakistan, Północne Indie, Chiny i Północny Wietnam
  - A. c. himalaya Ruttner, 1987 – Centralne i Wschodnie Himalaje
  - A. c. indica (indyjska) – Południowe Indie, Sri Lanka, Bangladesz. Birma, Malezja, Indonezja i Filipiny
  - A. c. japonica (japońska) – Japonia
  - A. c. javana
  - A. c. johni
  - A. c. skorikovi
  - A. c. heimifeng
  - A. c. nuluensis
  - Apis nigrocincta
- Apis koschevnikovi (pszczoła czerwona)
- Apis (cerana?) nuluensis, Tingek, Koeniger i Koeniger 1996

A. (cerana?) nuluensis, jeden z gatunków pszczół azjatyckich, zamieszkujących górskie rejony stanu Sabah na wyspie Borneo (ponad 1800 m n.p.m.), należy do pszczół żyjących w gniazdach zamkniętych (dziuplach, niszach skalnych).
A. nuluensis nie jest jedynym gatunkiem pszczół zamieszkujących Borneo. Nizinne rejony wyspy zamieszkują rodziny należące do głównego gatunku pszczół wschodnioazjatyckich A. cerana, oprócz tego występuje tam także A. koschevnikovi.
Pszczoły miodne potrafią żyć na tym samym terenie, nie będąc dla siebie konkurencją, ani jeżeli chodzi o miejsce budowania gniazd, ani czas i miejsce parowania, ani o zdobywanie pożywienia. Każdy z gatunków oblatuje typowe dla siebie pożytki, jest gnębiony przez specyficzne choroby i szkodniki.
Na początku XXI w. rozwinęła się dyskusja na temat przynależności A. nuluensis do gatunku A. cerana. Różnice stwierdzone w haplotypach A. cerana i A. nuluensis nie dla wszystkich badaczy są wystarczającą podstawą określenia A. nuluensis jako gatunku.
A. cerana i A. nuluensis żyjące na Borneo różnią się ubarwieniem, a loty godowe odbywają w różnym czasie. 